# Ea M'Droh
Ea M'Droh là một xã thuộc tỉnh Đắk Lắk, Việt Nam.
Xã Ea M'Droh có diện tích 58,1 km², dân số năm 1999 là 5959 người, mật độ dân số đạt 103 người/km².